# دانشگاه سنت مارتین

دانشگاه سنت مارتین در شهر فیلیپسبورگ در کشور سینت مارتن واقع شده است. این دانشگاه حدود ۴۰۰ دانشجوی نیمه وقت و تمام وقت و بیش از ۵۰۰ فارغ‌التحصیل دارد.
این دانشگاه در سال ۱۹۸۹ بوسیله دکتر آلبرت کلودیوس وتی و سفیر افتخاری دانشگاه دکتر هوشنگ انصاری بعنوان ضمیمه دانشگاه جانسون و ویلز پایه‌گذاری شد. امکانات این دانشگاه در طی توفان لنی در سال ۱۹۹۹ تخریب شد اما دانشگاه بازسازی گردید.
این دانشگاه ساخت کلاس‌ها و خوابگاه‌های دیگری را نیز در برنامه دارد و به همکاری خود با دیگر دانشگاه‌ها و موسسات آموزشی منطقه و جهان مانند: دانشگاه کشاورزی و مکانیک فلوریدا، دانشگاه پاریس، دانشگاه ایالتی فلوریدا، دانشگاه فلوریدای جنوبی و دانشگاه تمپا برای پیشرفت برنامه‌هایش ادامه می‌دهد.